# Bursuc, Florești
Bursuc este un sat din cadrul comunei Japca din raionul Florești Republica Moldova.
La sud-est de sat este amplasată râpa Namălvii, care reprezintă o arie protejată din categoria monumentelor naturii de tip geologic sau paleontologic. În râpa de lângă podul din sat este amplasat izvorul din satul Bursuc, arie protejată din categoria monumentelor naturii de tip hidrologic.

## Demografie
Conform recensământului populației din 2004, satul Bursuc avea 476 de locuitori: 473 de moldoveni/români, 1 ucrainean, 1 găgăuz și 1 persoană cu etnie nedeclarată.